# Rruga shtetërore SH7

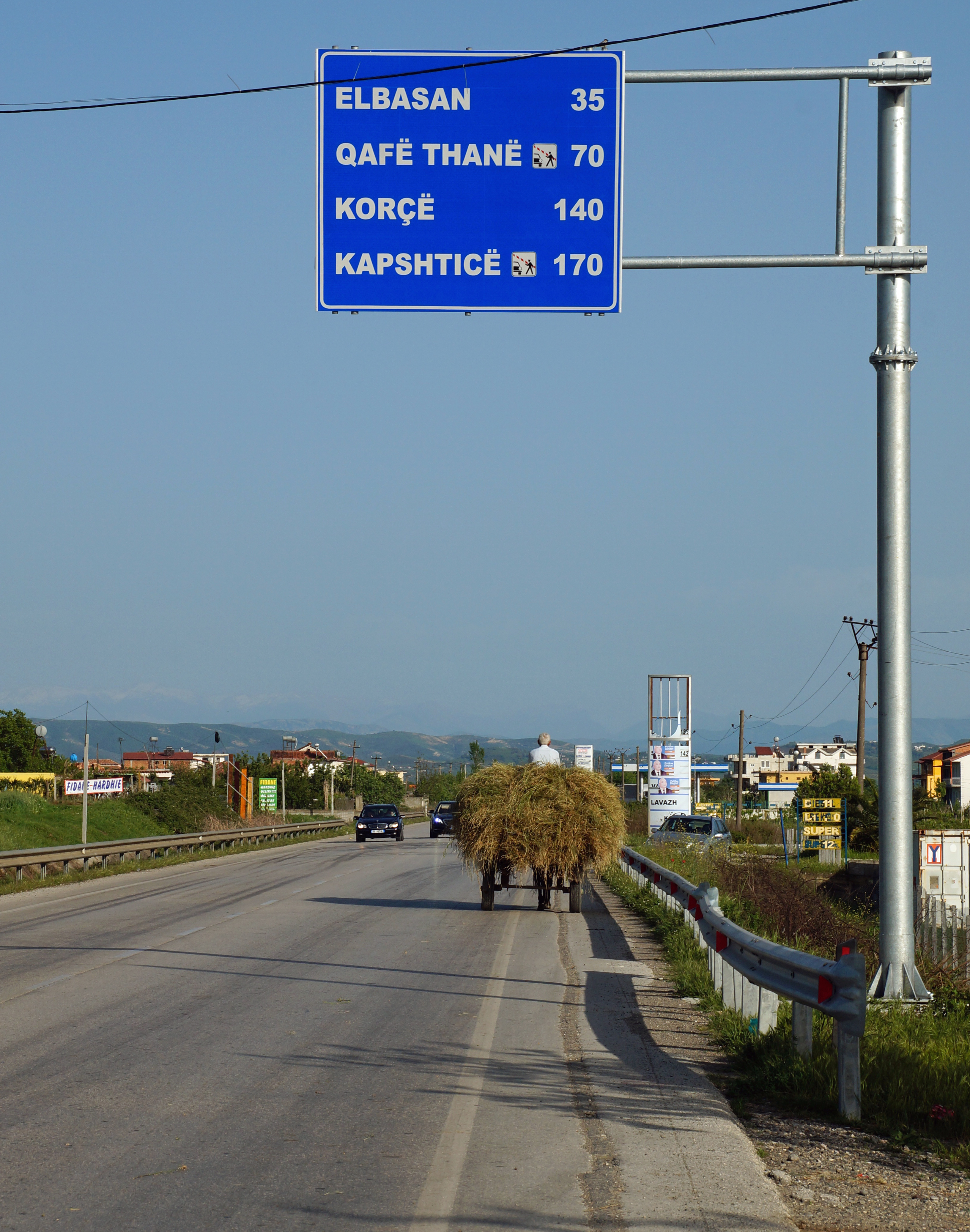
Zwischen Rrogozhina und Peqin

Die Rruga shtetërore SH7 (albanisch für Staatsstraße SH7) ist eine Nationalstraße in Albanien. Sie führt von Rrogozhina nach Elbasan. Die Streckenführung folgt der antiken Via Egnatia.
Die SH7 ist Teil des Paneuropäischen Verkehrskorridors VIII.

## Streckenführung
Die SH7 zweigt bei Rrogozhina von der SH4, führt vorbei an Peqin nach Elbasan, wo sie in die SH3 mündet. Sie verläuft entlang des Flusses Shkumbin und überquert diesen zweimal im Verlauf der Umfahrung von Peqin. Ansonsten verläuft sie am Nordufer des Flusses.

## Ausbaustand
Die SH7 ist zu einer breiten Landstraße mit zwei Fahrspuren und beidseitigen Pannenstreifen (superstradë) ausgebaut. 2016 wurde als letztes Teilstück auch die Ortsumfahrung von Rrogozhina in Betrieb genommen.

## Zukunft
In Zukunft soll die gesamte Strecke zu einer Autobahn ausgebaut werden. Inwieweit dann die bestehende Straße ersetzt wird oder ein Neubau erfolgt, ist noch nicht abzusehen.